# 罗图马
罗图马是斐济的一个属地，由罗图马岛和附近小岛组成。面积46平方公里，人口1594（2017年）。

## 地理
罗图马岛约13公里长，4公里宽。在岛的东部与西部半岛之间有一个约230米宽的地峡。罗图马岛是由一个盾状火山形成的岛屿。

## 历史
根据口述历史，罗图马岛最早的居民来自萨摩亚。
1791年，欧洲人首次登陆罗图马岛。
1987年—1988年，亨利·吉布森自称“罗图马国王”，并在罗图马获得广泛的支持，试图建立罗图马共和国，以失败告终。

## 交通
- 罗图马机场（英语：Rotuma Airport）